# ريك ديكنسون
ريك ديكنسون (بالإنجليزية: Rick Dickinson)‏ هو مهندس وعالم حاسوب ومخترِع بريطاني، ولد في 1956 في يوركشاير في المملكة المتحدة، وتوفي في 24 أبريل 2018 في تكساس في الولايات المتحدة بسبب سرطان.